# 朱友裕
朱 友裕（しゅ ゆうゆう、? - 904年（天祐元年））は、後梁の太祖朱全忠の長男。字は瑞夫。封号は郴王。生母の名は不詳。妻は劉氏。

## 生涯
少年時代から素質が優れ、特に騎射に優れており、また父に従って従軍する際に、兵卒に寛大な対応を示したので、そのために父からも、重臣たちからも将来を期待されていた。
各地を転戦し、中和年間に勇猛な突厥沙陀部を率いた李克用が、黄巣の弟で華州で籠城している黄鄴と戦っているために、父とともに李克用を援助するために宣武府に駐屯した。李克用の沙陀部の軍勢は、黄鄴の軍勢に射撃したが命中しなかった。かわって父の命で派遣された朱友裕が黄鄴の軍勢に射撃すると見事に命中して、これを壊滅させた。これを見た将兵は大いに驚愕して、李克用も朱友裕に良質の矢を差し出して、その腕を試した。すると朱友裕は百矢を射ても外すことはなかったという。そのために、父から絶賛されて検校左僕射・衙内都指揮使に任じられた。その間に父は蔡州節度使の秦宗権を攻め滅ぼしていた。
892年に敵対する朱瑾を石仏山で撃破し、朱瑾は敗走した。892年、石仏山で敵対した朱瑾が敗走すると、朱全忠の仮子の朱友恭は右龍武都統の氏叔琮とともに、故意に朱瑾を見逃したと朱全忠を批判した。激怒した朱全忠は朱友恭の兵権を剥奪しようとした。このとき使者が誤って朱友恭ではなく、朱友裕のもとに朱全忠の書信を渡した。これを見た朱友裕は不安になったが、これを聞いた嫡母の張夫人（朱全忠の本妻）が手を差し伸べて、継子の朱友裕を懸命に助命したために、難を逃れた。
数年後、許州にいた朱友裕は、たび重なる戦禍で民が疲労すると、それを案じて救済活動を奨励した。その結果、民は安定して3万戸余が形成され、父からその功績を誉められた。903年2月、父が華州鎮国軍を兼務すると、彼は要衝の後衛府を統括し、鎮国軍節度使に任じられた。904年5月に父から行営都統に任じられて、李茂貞・王建・李継徽（楊崇本）を討伐するために、岐州と邠州に向かった。
同年7月、父と共に楊崇本の討伐に従軍するが、途中で病を発し、10月に若くして病死した。頼りになる長男の死を聞いた朱全忠は大いに悲しみ、慟哭したという。
907年3月に、父が唐を滅ぼしてが帝位につくと、郴王としての爵位と太師の官位を贈られた。朱友裕には嗣子がなかったという。

## 家族

### 兄弟
- 郢王朱友珪
- 末帝朱友貞
- 福王朱友璋
- 賀王朱友雍
- 建王朱友徽
- 康王朱友敬

### 義兄弟
- 博王朱友文（康勤）
- 冀王朱友謙（朱簡→朱友謙→李継麟）
- 朱友恭（李彦威）
- 朱友譲（李七郎）

### 伯父
- 広王朱全昱
- 朗王朱存

### 従兄

#### 朱全昱の子
- 衡王朱友諒
- 恵王朱友能
- 邵王朱友誨

#### 朱存の子
- 安王朱友寧
- 密王朱友倫

名の表記は『新唐書』による。

### 妻
- 劉氏[1]

### 子女
不詳

## 史料
『旧五代史』
（梁書 巻十二 宗室列伝）
郴王友裕，字端夫，太祖長子也。幼善射御，從太祖征伐，性寛󠄁厚，頗得士心。唐中和中，太祖會并帥李克用攻圍華州，賊將黄鄴固守甚堅。俄有一人登陴大詈，克用令蕃騎連射，終不能中，命友裕射之，應弦而斃。大軍喜噪，聲震山谷，克用因以良弓百矢遺焉。太祖鎮汴，表為宣武軍牙校。及蔡賊殄滅，朝廷議功，加檢校左僕射，尋為牙内馬歩都指揮使。景福元年，總大軍伐徐。時朱瑾領兗、鄆之眾，為徐戎外援，陣於彭門南石佛山下。友裕縱兵撃之，斬獲甚眾，瑾領殘黨宵遁。
時都虞候朱友恭羽書聞於太祖，誣友裕按兵不追賊，太祖大怒，因驛騎傳符，令裨將龐師古代友裕為帥，仍令按劾其事。會使人誤致書於友裕，友裕懼，遂以數騎遁於山中。
尋詣廣王於輝州，以訴其冤。賴元貞皇后聞而召之，令束身歸汴，力為營救，太祖乃捨之，令權知許州。乾寧二年，加檢校司空，尋為武寧軍節度留後。四年，太祖下東平，改天平軍留後，加檢校司徒。光化元年，再領許州。天復初，為奉國軍節度留後。太祖兼鎮河中，以友裕為護國軍節度留後，尋遷華州節度使，加檢校太保、興徳尹。天祐元年七月，兼行營都統，領歩騎數萬，經略邠、岐。十月，友裕有疾，將校乃謀旋師，尋卒於梨園，歸葬東京。開平初，追贈郴王。乾化三年，又贈太師。